# Alta marea (serie televisiva 1994)
Alta marea (High Tide) è una serie televisiva statunitense in 73 episodi trasmessi per la prima volta nel corso di 3 stagioni dal 1994 al 1997.

## Trama
Malibu. Gordon è un agente dell'FBI che conduce le sue indagini frequentando l'High Tide Bar sulla spiaggia e assegnando vari compiti ai due fratelli Mick (ex poliziotto) e Joey Barrett.

## Personaggi
- Mick Barrett (69 episodi, 1994-1997), interpretato da	Rick Springfield.
- Joey Barrett (63 episodi, 1994-1997), interpretato da	Yannick Bisson.
- Gordon, interpretato da	George Segal.
- Annie, interpretata da	Julie Cialini.
- Fritz, interpretata da	Diana Frank.
- Jay Cassidy, interpretato da	David Graf.
- Luis Ortega, interpretato da	Julian Reyes.
- Grace Warner, interpretata da	Deborah Shelton.
- Patty, interpretata da	Krista Allen.
- Margo Hart, interpretata da	Chantal Craig.
- agente FBI, interpretato da	Merrick McCartha.

## Produzione
La serie, ideata da Jeff Franklin e Steve Waterman, fu prodotta da Franklin/Waterman Productions e Stu Segall Productions e girata ad Auckland in Nuova Zelanda e a San Diego e Ventura in California. Le musiche furono composte da Alan Williams.

### Registi
Tra i registi della serie sono accreditati:
- Robert Radler
- Catherine Millar
- John Wise
- Rex Piano
- Perry Husman
- Joel Bender
- John Blizek
- Wings Hauser
- Chris Nolan
- William Tannen

## Distribuzione
La serie fu trasmessa negli Stati Uniti dal 1994 al 1997 in syndication. In Italia è stata trasmessa su Italia 1 dal 1997 con il titolo Alta marea.
Alcune delle uscite internazionali sono state:
- negli Stati Uniti il 24 settembre 1994 (High tide)
- in Germania il gennaio 1996 (High Tide - Ein cooles Duo)
- in Italia (Alta marea)
- in Svezia (Het sand)
- in Spagna (Marea alta)
- in Ungheria (Parti nyomozók)
- in Danimarca (Stranddetektiverne)
- in Francia (Surfers détectives)

## Episodi
| Stagione         | Episodi | Prima TV USA | Prima TV Italia |
| ---------------- | ------- | ------------ | --------------- |
| Prima stagione   | 23      | 1994-1995    | 1997            |
| Seconda stagione | 25      | 1995-1996    | 1998            |
| Terza stagione   | 24      | 1996-1997    | 1999            |